# Tapio Koskinen
Tapio Kalervo Koskinen (Pori, 22 gennaio 1953) è un ex hockeista su ghiaccio finlandese professionista che ha giocato nella SM-liiga.
Ha giocato nel Porin Ässät (con cui ha vinto due titoli nazionali) ed è stato inserito nella Hockey Hall of Fame nel 1998.
Con la maglia della Finlandia ha disputato un'edizione dei giochi olimpici invernali (Innsbruck 1976), due dei campionati mondiali (1976 e 1979) e la prima edizione della Canada Cup (1976).